# Col de Tirourda
Col de Tirourda är ett bergspass i Algeriet.   Det ligger i provinsen Tizi Ouzou, i den norra delen av landet, 120 km öster om huvudstaden Alger. Col de Tirourda ligger 1 740 meter över havet.
Terrängen runt Col de Tirourda är bergig söderut, men norrut är den kuperad. Col de Tirourda ligger uppe på en höjd som går i öst-västlig riktning. Runt Col de Tirourda är det tätbefolkat, med 257 invånare per kvadratkilometer. Närmaste större samhälle är 'Aïn el Hammam, 10,9 km norr om Col de Tirourda. Trakten runt Col de Tirourda består till största delen av jordbruksmark.